# Генріх Газеншар
Генріх Газеншар (нім. Heinrich Hasenschar; 27 вересня 1916, Вальдек — 3 липня 1943, Біскайська затока) — німецький офіцер-підводник, капітан-лейтенант крігсмаріне. Кавалер Німецького хреста в золоті.

## Біографія
3 квітня 1936 року вступив на флот. З жовтня 1939 по червень 1940 року пройшов курс підводника, після чого служив на підводному човні U-59, з грудня 1940 року — на U-751. Потім пройшов курс командира човна. З 15 вересня 1941 по 5 травня 1942 року — командир U-29, з 25 червня 1942 року — U-628, на якому здійснив 4 походи (разом 124 дні в морі). 3 липня 1943 року U-628 був потоплений в Біскайській затоці північно-західніше мису Ортегаль (44°11′ пн. ш. 08°45′ зх. д.) глибинними бомбами британського бомбардувальника «Ліберейтор». Всі 49 членів екіпажу загинули.
Всього за час бойових дій потопив 4 кораблі загальною водотоннажністю 21 765 тонн і пошкодив 3 кораблі загальною водотоннажністю 20 450 тонн.
| Дата           | Назва корабля              | Тип               | Тоннаж | Вантаж                                             | Екіпаж | Загинули | Країна             | Конвой  |
| -------------- | -------------------------- | ----------------- | ------ | -------------------------------------------------- | ------ | -------- | ------------------ | ------- |
| 29 грудня 1942 | Lynton Grange              | Торговий пароплав | 5,029  | 5997 тонн державних товарів і генеральних вантажів | 52     | 0        | Британська імперія | ONS-154 |
| 23 лютого 1943 | Glittre (пошкоджений)      | Тепловий танкер   | 6,409  | Баласт і 600 тонн мазуту для кораблів ескорту      | 37     | 3        | Норвегія           | ON-166  |
| 23 лютого 1943 | Winkler (пошкоджений)      | Тепловий танкер   | 6,907  | Баласт                                             | 51     | 19       | Панама             | ON-166  |
| 24 лютого 1943 | Ingria                     | Торговий теплохід | 4,391  | Баласт                                             | 37     | 0        | Норвегія           | ON-166  |
| 25 лютого 1943 | Manchester Merchant        | Торговий пароплав | 7,264  | Баласт                                             | 67     | 36       | Британська імперія | ON-166  |
| 17 квітня 1943 | Fort Rampart (пошкоджений) | Торговий пароплав | 7,134  | 8700 тонн пиломатеріалів і генеральних вантажів    | 56     | 6        | Британська імперія | HX-233  |
| 5 травня 1943  | Harbury                    | Торговий пароплав | 5,081  | 6129 тонн антрациту                                | 49     | 7        | Британська імперія | ONS-5   |

## Звання
- Кандидат в офіцери (3 квітня 1936)
- Морський кадет (10 вересня 1936)
- Фенріх-цур-зее (1 травня 1937)
- Лейтенант-цур-зее (1 жовтня 1938)
- Оберлейтенант-цур-зее (1 жовтня 1940)
- Капітан-лейтенант (1 березня 1943)

## Нагороди
- Залізний хрест 2-го і 1-го класу
- Нагрудний знак підводника
- Німецький хрест в золоті (7 липня 1943, посмертно)